# Natalia Gołąb
Natalia Jolanta Gołąb z domu Waluda (ur. 26 kwietnia 1985 we Wschowie) – polska polityk, członek zarządu województwa dolnośląskiego VII kadencji (od 2024).

## Życiorys
Ukończyła studia na Uniwersytecie Wrocławskim na kierunku dziennikarstwo i komunikacja społeczna, uzyskując tytuł specjalistki ds. public relations. Przez osiem lat prowadziła agencję PR, realizując działania związane z turystyką, gastronomią, organizacją wydarzeń oraz współpracą z samorządami. Współpracowała z wójtami, burmistrzami i starostami w inicjatywach na rzecz lokalnych społeczności.
W 2016 rozpoczęła pracę w Urzędzie Marszałkowskim Województwa Dolnośląskiego w Departamencie Funduszy Europejskich, gdzie zajmowała się organizacją naborów oraz przewodniczyła komisjom oceniającym projekty w ramach Europejskiego Funduszu Społecznego. Od 2019 pracowała w urzędzie miejskim Wrocławia. W Departamencie Zrównoważonego Rozwoju realizowała działania proekologiczne oraz koordynowała działania wizerunkowe. Następnie w Departamencie Strategii Miasta w Biurze Rozwoju Gospodarczego wspierała inicjatywy związane z Wrocławską Marką Gastronomiczną i strategią „od pola do stołu”, będącą częścią europejskiego Zielonego Ładu. Angażowała się w projekty wspierające lokalnych wytwórców żywności oraz przedsiębiorców z branży gastronomicznej.
W wyborach parlamentarnych w 2023 bezskutecznie startowała jako bezpartyjna kandydatka z poparciem Polski 2050 na liście Trzeciej Drogi w okręgu wrocławskim, zdobywając 3164 głosy. Została potem członkinią Polski 2050. W wyborach samorządowych w 2024 uzyskała mandat radnej Sejmiku Województwa Dolnośląskiego jako liderka listy TD w okręgu podwrocławskim, zdobywając 9770 głosów. W sejmiku została radną niezrzeszoną. 21 maja 2024 została powołana na stanowisko członka zarządu województwa dolnośląskiego. W październiku tego samego roku została wraz z mężem Michałem wykluczona z Polski 2050 (w styczniu 2025 negatywnie rozpatrzono jej odwołanie od tej decyzji).

## Wyniki wyborcze
| Wybory | Komitet wyborczy                               | Komitet wyborczy | Organ           | Okręg        | Wynik        |
| ------ | ---------------------------------------------- | ---------------- | --------------- | ------------ | ------------ |
| 2023   |                                                | Trzecia Droga    | Sejm X kadencji | nr 3         | 3164 (0,41%) |
| 2024   | Sejmik Województwa Dolnośląskiego VII kadencji | Trzecia Droga    | nr 2            | 9770 (3,85%) |              |